# María Beatriz Martínez
María Beatriz Martínez Riera (Guanare, Portuguesa, 10 de mayo de 1970) es una política venezolana, Es presidenta del partido Primero Justicia y diputada de la Asamblea Nacional, por el circuito lista del estado Portuguesa en la IV Legislatura.

## Carrera
Es hija de Manuel Ricardo Martínez Angulo, quien fue gobernador de Portuguesa en 1979 durante el gobierno de Luis Herrera Campins. Entre 1996 y 2000 fue procuradora de la gobernación de Portuguesa. María Beatriz es abogada especialista en derecho administrativo. De acuerdo con Instituto Venezolano de los Seguros Sociales, ha trabajado en Industrias Lácteas La Bendición C.A desde 2006. 

### Carrera política
Inició en política en 2014, ingresando al partido Primero Justicia, partido del que se convirtió en coordinadora regional en el estado Portuguesa. Fue electa como diputada por la Asamblea Nacional para el periodo 2016-2021 como candidata de lista de estado Portuguesa en las elecciones parlamentarias de 2015 en representación de la Mesa de la Unidad Democrática (MUD) por el partido Primero Justicia. Ha sido integrante de la Comisión Permanente de Finanzas y Desarrollo Económico.
Martínez fue candidata en las elecciones primarias de la Mesa de la Unidad Democrática por Primero Justicia, resultando vencedora con el 46 % de los votos. Tras su victoria se convirtió en candidata de la coalición en las elecciones regionales de 2017 por la Mesa de la Unidad Democrática, siendo derrotada por el candidato del PSUV, Rafael Calles, con un margen 65-31%. Presidió a partir de 2020 la Comisión de Medios de Comunicación. El 7 de enero de 2020 en el marco de la elección de la Comisión Delegada de la Asamblea Nacional, tuvo un enfrentamiento con un colectivo oficialista, quien ingresó de forma irregular al Palacio Federal Legislativo para intentar robar unos documentos.
Para las elecciones regionales de 2021 se convirtió en candidata nuevamente a la gobernación de Portuguesa por la Plataforma Unitaria, siendo apoyada por consenso por los principales partidos de la oposición. Martínez obtuvo el 20 % de los votos en la elección, derrotada por Primitivo Cedeño, del PSUV, quien alcanzó el 45 %, venciendo en los municipios Sucre y Ospino.
El 24 de septiembre de 2022, en el Comité Político Nacional, Martínez fue elegida por unanimidad como presidenta nacional del partido Primero Justicia, convirtiéndose en la primera mujer en dirigir el partido, terminando así con 22 años de liderazgo de Julio Borges, quien se venía desempeñando como coordinador general desde la fundación de la tolda amarilla.